# 후쿠야마 카즈키
후쿠야마 카즈키(일본어: 福山 一樹, 1988년 6월 3일~)는 일본의 배우이다.

## 출연작

### TV 아이치
- 토미카히어로 레스큐파이어 - 아오이 츠바사